# 포르투갈 인판타 마리아 아나
포르투갈 인판타 마리아 아나(포르투갈어: Infanta Marie Anne of Portugal, 1861년 7월 13일 ~ 1942년 7월 31일)는 룩셈부르크의 기욤 4세 대공의 대공비(재위: 1905년 11월 17일 ~ 1912년 2월 25일)이자 섭정(재위: 1908년 11월 19일 ~ 1912년 6월 18일)이다.

## 생애
1861년 7월 13일에 뷔르템베르크 왕국의 지배를 받고 있던 베르트하임암마인의 브론바흐성에서 포르투갈의 미겔 전 국왕과 아델하이트 폰 뢰벤슈타인베르트하임로젠베르크 왕녀의 1남 6녀 가운데 다섯째 딸로 태어났다. 마리아 아나가 태어나던 당시에 미겔 전 국왕은 포르투갈에서 폐위된 이후에 외국에서 망명 생활을 하던 상태였다.
마리아 아나는 1893년 6월 21일에 오스트리아 첼암제에서 룩셈부르크 대공의 상속자였던 기욤과 결혼했다. 기욤은 이 결혼을 계기로 개신교에서 로마 가톨릭교회로 개종했다. 마리아 아나는 기욤과의 사이에서 여섯 명의 딸을 낳았다. 이를 계기로 룩셈부르크에서는 1907년에 준살리카법을 채택하게 된다. 
1905년 11월 17일에 기욤이 룩셈부르크의 기욤 4세 대공으로 즉위하면서 마리아 아나는 대공비로 즉위했다. 1908년 11월 19일부터 1912년 2월 25일까지는 극심한 질병으로 인해 국정을 수행할 수 없게 된 기욤 4세 대공을 대신해서 룩셈부르크의 섭정을 역임했다. 1912년 2월 25일부터 1912년 6월 18일까지는 마리아델라이드 대공의 섭정을 역임했다.
제2차 세계 대전 시대에 독일 군대가 룩셈부르크를 점령하면서 룩셈부르크의 대공 일가가 영국으로 망명했다. 마리아 아나는 1942년 7월 31일에 망명지인 미국 뉴욕에서 사망했다.

## 자녀
- 마리아델라이드(1894~1924)
- 샤를로트(1896~1985)
- 일다(1897~1979)
- 안토니아(1899~1954)
- 엘리자베트(1901~1950)
- 소피(1902~1941)